# Nino D'Angelo vol.3
Nino D'Angelo vol.3 è il terzo album in studio del cantautore italiano Nino D'Angelo, pubblicato nel 1978 dalla Presence Records.

## Tracce
1. L'onorevole – 3:34
2. Mio caro direttore – 4:05
3. Musica d'ammore – 4:28
4. Pietà – 4:31
5. Nun partì – 3:31
6. E quanno arrivo là – 2:25
7. E figlie d'a carità – 4:31
8. Pecchè – 3:52
9. A cammomilla – 6:55
10. Caggia pavà – 3:26
11. Onore e dignità – 2:27
12. O suonatore – 3:37